# Sinematek Indonesia

Logomarca da Sinematek

Sinematek Indonesia ou Sinematek é uma cinemateca em Jacarta, fundada em 20 de outubro de 1975 por Misbach Yusa Biran e Asrul Sani. Foi o primeiro arquivo cinematográfico do Sudeste Asiático, tendo atualmente cerca de 2700 títulos, mas sofrendo com problemas de baixo financiamento.